# 沃内尔克
沃内尔克（法語：Venerque，法語發音：[vənɛʁk]）是法国上加龙省的一个市镇，属于米雷区。

## 地理
沃内尔克（43°26'1"N, 1°26'38"E）面积14.57 平方千米，位于法国奧克西塔尼大區上加龙省，该省份为法国西南部内陆省份，西南端与西班牙接壤，自此顺时针与上比利牛斯省、热尔省、塔恩-加龙省、塔恩省、奥德省和阿列日省接壤。
与沃内尔克接壤的市镇（或旧市镇、城区）包括：克莱蒙堡、埃斯帕内斯、格雷皮亚克、伊叙、韦尔内。

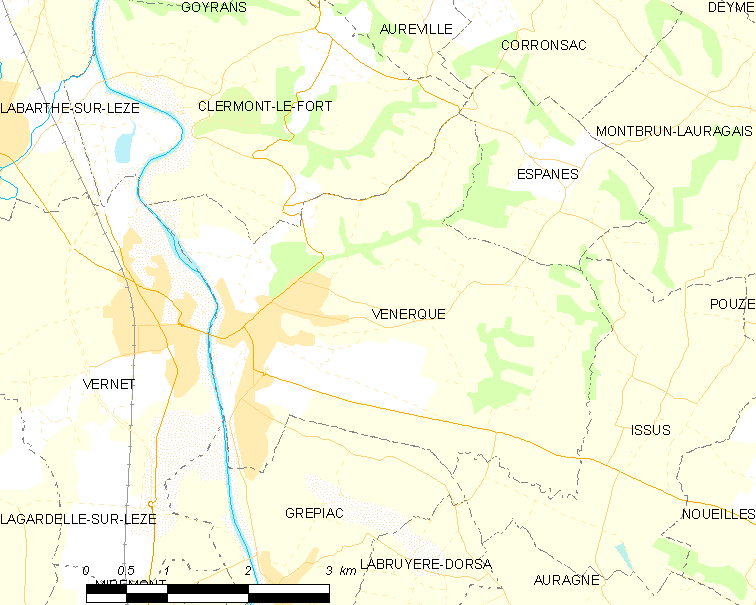
沃内尔克的OSM定位图

沃内尔克的时区为UTC+01:00、UTC+02:00（夏令时）。

## 行政
沃内尔克的邮政编码为31810，INSEE市镇编码为31572。

## 政治
沃内尔克所属的省级选区为加龙河畔波尔泰县。

## 人口

1962-2008年间沃内尔克人口变化图示

沃内尔克于2022年1月1日时的人口数量为2898人。

## 图集

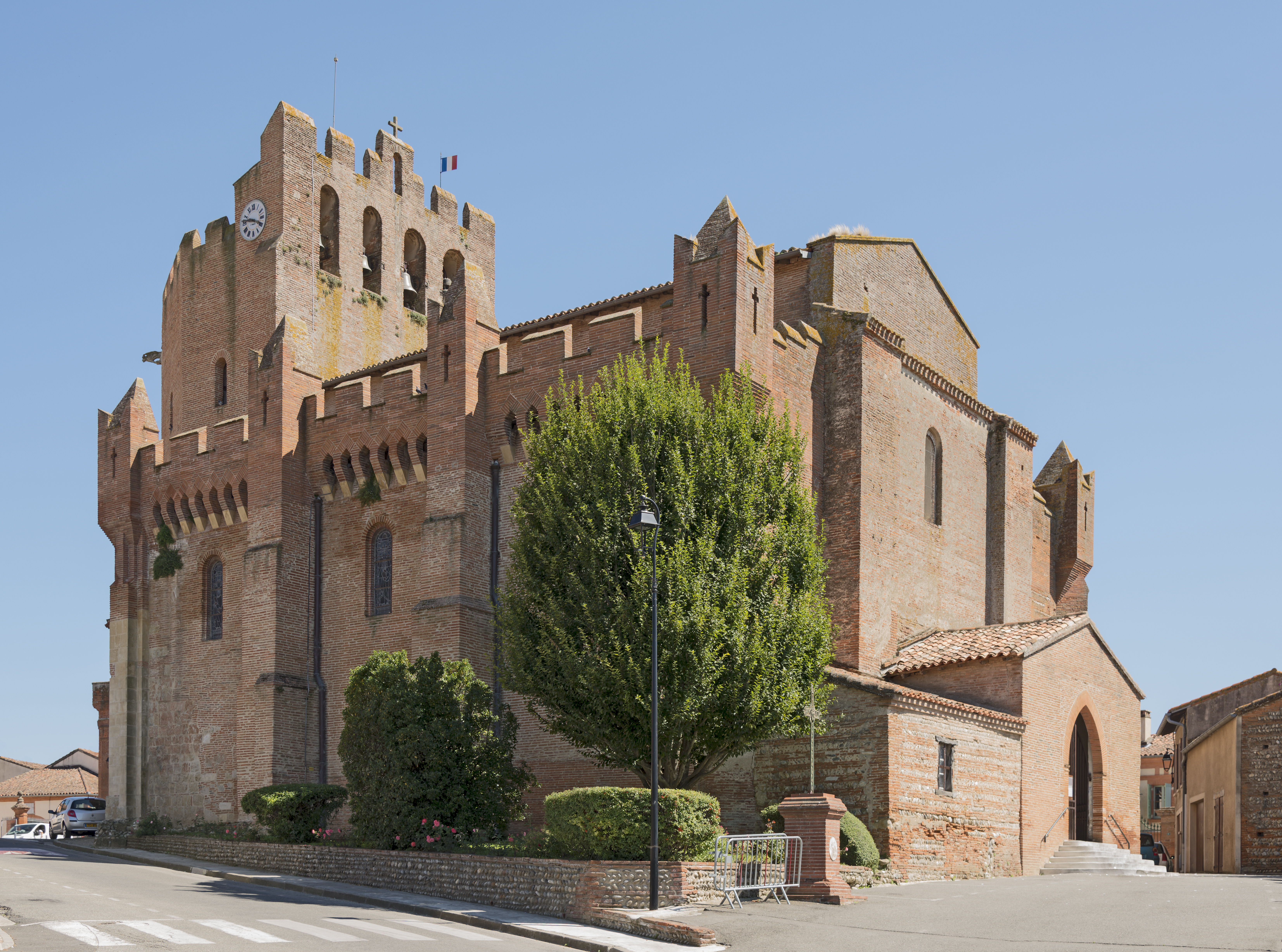
教堂
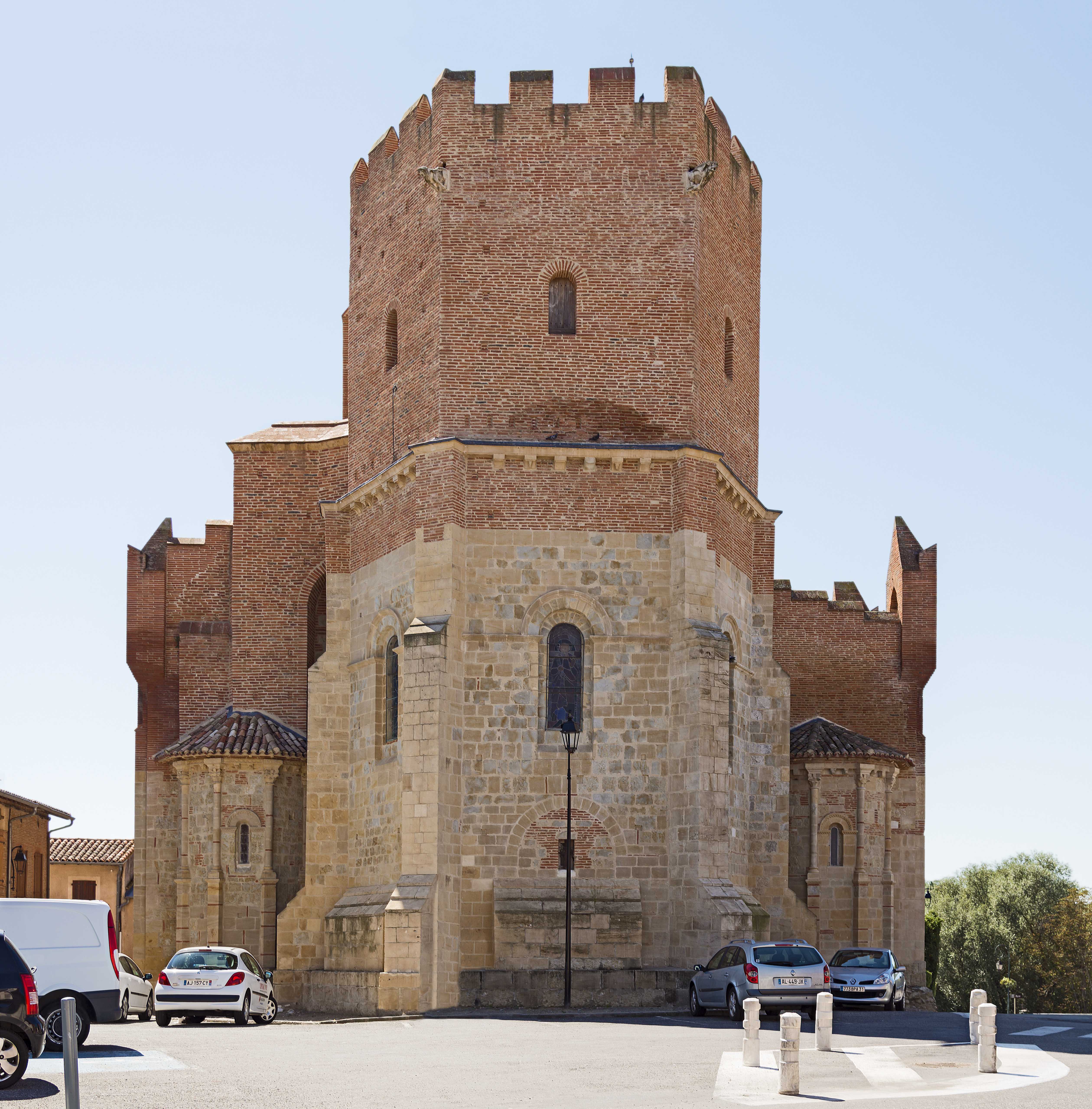
教堂
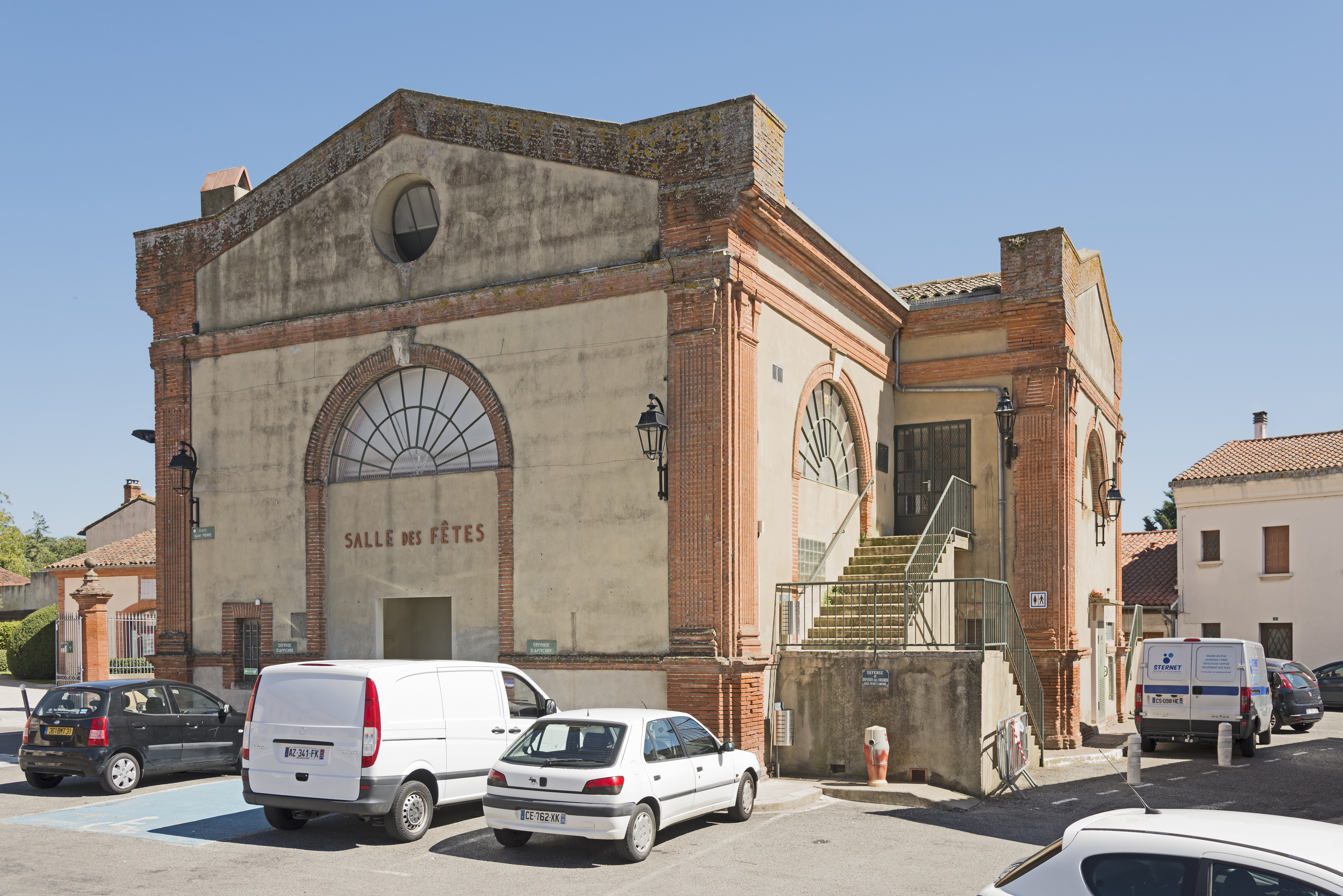
市政厅